# هریس (آریزونا)
هریس (به انگلیسی: Harris) یک منطقهٔ مسکونی در ایالات متحده آمریکا است که در آریزونا واقع شده‌است. هریس ۹۲۰ متر بالاتر از سطح دریا واقع شده‌است.